# Makroelementy
Makroelementy, makrominerały, makroskładniki, pierwiastki główne, makropierwiastki – pierwiastki chemiczne, których zawartość w danym środowisku (także organizmie) jest stosunkowo duża. Ponieważ między różnymi typami środowisk i grupami organizmów występują pod tym względem różnice, różnie określane są wartości graniczne wyróżniania makroelementów. Różna jest też ich lista. Szczególnie duże różnice występują między przyrodą nieożywioną a organizmami. W wodach podziemnych makroelementami są: wodór, węgiel, azot, tlen, sód, magnez, siarka, chlor, potas, wapń, brom, żelazo i jod, a według niektórych ujęć również glin, fluor, krzem i fosfor. Niektóre z tych pierwiastków nie mają większego znaczenia biologicznego i nie są uznawane za makroelementy w biologii. W hydrochemii pojęcie makroskładników może odnosić się ponadto nie do samych pierwiastków, ale tworzonych przez nie jonów. Wówczas makroskładnikami wód podziemnych są: Na+, K+, Ca2+, Mg2+, Cl−, SO42− i HCO3− oraz NH4+, NO2−, NO3−, Fe2+, Al3+ i substancje organiczne.
U roślin za makroskładniki uważa się: węgiel, wodór, tlen, azot, fosfor, potas, siarkę, wapń i magnez, przy czym pierwsze trzy ze względu na specyfikę występowania i asymilacji czasem są omijane w spisach. C, H, O i N tworzą grupę makronutrientów strukturalnych. Za graniczną zawartość oddzielającą makroelementy od mikroelementów zwykle przyjmuje się 0,1% masy suchej. Ponieważ pojęcia makroskładników czy makronutrientów nie zawsze są ostro zdefiniowane (oprócz zawartości może być brane pod uwagę również biologiczne wykorzystanie), do roślinnych makroskładników czasem zaliczane są ponadto żelazo, chlor, sód i krzem, włączane w innych systemach do mikroskładników.
W przypadku człowieka makroelementami bywają nazywane pierwiastki, których zapotrzebowanie w diecie przekracza 100 mg na dobę. Niezbędne są one do prawidłowego rozwoju jego organizmu. Zalicza się do nich: fosfor, wapń, magnez, chlor, potas, sód, siarka, azot, wodór, tlen, węgiel.